# Adrian Neculau
Adrian Neculau (n. 30 august 1938, Ungureni, județul Botoșani – d. 20 decembrie 2012, Iași) a fost un psiholog, inițiator de școală în psihologia socială, profesor emerit al Universității „Alexandru Ioan Cuza” din Iași.

## Biografie
Adrian Neculau a urmat școala primară și gimnaziul în comuna natală și apoi cursurile liceale la Liceul „August Treboniu Laurian” din Botoșani obținând bacalaureatul în 1956. Urmează cursurile Facultății de Litere și Filosofie a Universității din Iași, obținând licența în 1962 și doctoratul în 1974 cu teza Liderii în dinamica grupurilor elaborată sub îndrumarea profesorului Vasile Pavelcu.
În perioada 1962-1969 a lucrat ca profesor în învățământul mediu și ca psiholog la Laboratorul de psihologie al Întreprinderii Regionale de Transporturi Auto (IRTA). Cariera universitară a început-o în 1969 ca asistent al Universității ieșene, devenind lector în 1972, conferențiar în 1979 și profesor în 1990. A condus Catedra de psihologie între anii 1990-1997 și, ulterior, după 2007.
Adrian Neculau a fost nepotul pedagogului Eugen Neculau.

## Activitatea profesională
Adrian Neculau a fost interesat de diverse domenii ale psihologiei precum psihologia socială, memoria socială și dinamica grupului. A fondat Laboratorul „Psihologia câmpului social” de la Universitatea din Iași și a făcut parte din echipe de cercetare europene studiind reprezentarea socială a sărăciei, puterii sau minorităților.

#### Membru în colectivele de redacție ale unor reviste științifice
- Buletinul Cabinetului Pedagogic al Universității „Al.I. Cuza”, din 1985, redactor șef
- Analele științifice ale Universității „Al.I. Cuza” Iași, Seria Psihologie, redactor șef din 1990
- Revista de psihologie, editată de Editura Academiei, redactor șef adjunct din 1990
- Membru în comitetul de redacție:

Revista de pedagogie, Institutul de Științe le Educației, București
Revista de pedagogie și psihologie, Chișinău
Revista de cercetări sociale, București
Psihologia, București
Cahiers internationnaux de psychologie sociale, Liège, Belgia
Psychologie et société

#### Membru în asociații profesionale
- Asociația Psihologilor din România, vicepreședinte
- Asociația Psihologilor din Moldova, președinte
- European Association of Experimental Social Psychology, membru
- Association Internationale de Psychologie du Travail de Langue Française (AIPTLF), membru
- Association pour la Difussion de la Recherche Internationale en Psychologie sociale, membru
- Observatoire Européen des Répresentations Sociales, membru fondator

## Lucrări publicate
- Liderii în dinamica grupurilor, 1977.
- Memoria pierdută, Polirom, 1999.
- Urmele timpului. Iluzii românești, confirmări europene (dialog cu Serge Moscovici), Polirom, 2002.
- Educația adulților, Polirom, 2004.
- Viața cotidiană în comunism, Polirom, 2004.
- Dinamica grupului și a echipei, Polirom, 2007.
- Un psiholog în Agora, Polirom, 2007.
- Psihologia servituții voluntare, Polirom, 2011.

## Legături externe
- Nicolae Turtureanu, „Adrian - ultima imagine”, Ziarul de Iași, 22 decembrie 2012.
- Ioana Ivan, A murit profesorul universitar Adrian Neculau Arhivat în 30 decembrie 2012, la Wayback Machine., pagină pe situl Income. Pagină accesată la 22 decembrie 2010.